# Dimitar Stanchov
Dimitar Yanev Stanchov, por vezes transcrito Dimitri Stancioff (em búlgaro:  Димитър Янев Станчов) (Svishtov, 21 de maio de 1863 – Sófia, 23 de março de 1940) foi um diplomata e político búlgaro, que serviu como primeiro-ministro interino do seu país em março de 1907.
Stanchov veio de uma importante família de mercadores búlgaros que viveu durante três gerações em Svishtov, apesar de terem origem em Berat. Era o terceiro de quatro filhos, a sua família era rica, mas não aristocrática e estava intimamente associada ao apoio a um estado independente búlgaro, em vez de ser um vassalo do Império Otomano. Stanchov foi educado no Theresianum em Viena e após a sua graduação entrou no serviço diplomático, abdicando da carreira nos negócios que inicialmente tinha sido prevista para si. Como resultado do que aprendeu no sistema educativo do Império Habsburgo e devido ao seu entusiasmo pela nova independência da Bulgária, com o seu próprio monarca, o jovem Stanchov tornou-se um fiel e vitalício monárquico.

## Carreira diplomática e política
Stanchov ganhou destaque em 1887, quando Fernando I da Bulgária, na qualidade de segundo príncipe da Bulgária moderna, e o chefe do Theresianum recomendaram Stanchov para secretário particular do príncipe, pois Fernando I precisava de alguém que estivesse igualmente à vontade no seu idioma nativo (alemão) e em búlgaro.
Foi embaixador em França de 1908 a 1915 , embora tenha interrompido o serviço durante a Primeira Guerra dos Balcãs para se inscrever no exército búlgaro. Embora os seus deveres envolvessem principalmente lidar com jornalistas estrangeiros que faziam relatos de guerra, foi premiado com uma medalha por bravura durante um breve período de ação na linha da frente perto de Salónica. Outros cargos de embaixador que ocupou foram no Reino Unido (1908 e 1920-1921), Bélgica (1910-1915 e 1922-1924), Itália (1915) e Países Baixos (1922-1924).
Stanchov foi primeiro-ministro interino de 12 a 16 de março de 1907, após o assassinato de Dimitar Petkov e antes da ascensão de Petar Gudev. Também serviu como ministro das Relações Exteriores em dois gabinetes. Opôs-se ativamente à entrada da Bulgária na Primeira Guerra Mundial, pelo que foi temporariamente afastado do serviço. Em 1919, após a derrota da Bulgária, foi o secretário da delegação búlgara na assinatura do Tratado de Neuilly-sur-Seine. Renunciou às suas posições diplomáticas em 1924 devido a desentendimentos com as políticas de direita do gabinete de Aleksandar Tsankov.
De 1925 a 1929, Stanchov foi presidente do Comitê Olímpico Búlgaro.